# Grand Prix automobile de Nouvelle-Angleterre
Le Grand Prix de Nouvelle-Angleterre (officiellement dénommé depuis 2007 Northeast Grand Prix) est un événement de compétition automobile organisé à Lime Rock Park dans le Connecticut une fois par an.
Actuellement, le Grand Prix est disputé dans le cadre du championnat américain d'endurance.

## Palmarès
| Année                                 | Date                                      | Vainqueurs                                | Écurie                                    | Voiture                                   | Distance/Durée                            | Nom de la course                          | Résumé                                    |
| ------------------------------------- | ----------------------------------------- | ----------------------------------------- | ----------------------------------------- | ----------------------------------------- | ----------------------------------------- | ----------------------------------------- | ----------------------------------------- |
| SCCA National Sports Car Championship |                                           |                                           |                                           |                                           |                                           |                                           |                                           |
| 1958                                  | 5 juillet                                 | Ed Crawford                               | Briggs Cunningham                         | Lister-Jaguar                             | 50 milles (80,5 km)                       | Lime Rock National Championship Races     | Résultats                                 |
| 1959                                  | 4 juillet                                 | George Constantine                        | Elisha Walker                             | Aston Martin DBR2                         | 50 milles (80,5 km)                       | Lime Rock National Championship Races     | Résultats                                 |
| 1960                                  | 2 juillet                                 | George Constantine                        | Kelso Auto Dynamics                       | Lister-Chevrolet                          | ?                                         | SCCA National Races                       | Résultats                                 |
| 1961                                  | 1er juillet                               | Roger Penske                              |                                           | Maserati Tipo 61                          | 45 milles (72,4 km)                       | Lime Rock National Races                  | Résultats                                 |
| 1962                                  | 30 juin                                   | Roger Penske                              |                                           | Cooper Monaco                             | 28 milles (45,1 km)                       | Lime Rock Nationals                       | Résultats                                 |
| 1963                                  | 15 juin                                   | Peter Sachs                               |                                           | Lotus 23                                  | 60 milles (96,6 km)                       | Lime Rock Nationals                       | Résultats                                 |
| 1964                                  | 31 octobre                                | Tom O'Brien                               |                                           | Ferrari Dino 268 SP                       | 60 milles (96,6 km)                       | Lime Rock Nationals                       | Résultats                                 |
| 1965-1985                             | Non tenue                                 | Non tenue                                 | Non tenue                                 | Non tenue                                 | Non tenue                                 | Non tenue                                 | Non tenue                                 |
| Championnat IMSA GT (GT uniquement)   |                                           |                                           |                                           |                                           |                                           |                                           |                                           |
| 1986                                  | 1er septembre                             | Jack Baldwin                              | Peerless/Hendrick                         | Chevrolet Camaro                          | 2 h 0 min                                 | Camel GTO/GTU Grand Prix                  | Résultats                                 |
| 1987                                  | 7 septembre                               | Bob Earl                                  | Dingman Bros Racing                       | Pontiac Fiero                             | 230 milles (370,1 km)                     | Camel GTO/GTU Grand Prix                  | Résultats                                 |
| 1988                                  | 5 septembre                               | Wally Dallenbach Jr.                      | Protofab Racing                           | Chevrolet Corvette                        | 138 milles (222,1 km)                     | Camel GTO/GTU Grand Prix                  | Résultats                                 |
| 1989                                  | 1er octobre                               | Hans-Joachim Stuck                        | Audi of America                           | Audi 90 quattro                           | 2 h 0 min                                 | Camel GTO/GTU Grand Prix                  | Résultats                                 |
| 1990                                  | 29 septembre                              | Robby Gordon                              | Whistler Radar                            | Mercury Cougar XR-7                       | 2 h 0 min                                 | Jamesway 300                              | Résultats                                 |
| 1991                                  | 28 septembre                              | Steve Millen (en)                         | Cunningham Racing                         | Nissan 300ZX                              | 2 h 0 min                                 | Jamesway 300                              | Résultats                                 |
| 1992                                  | 26 septembre                              | Steve Millen (en)                         | Cunningham Racing                         | Nissan 300ZX                              | 1 h 45 min                                | Jamesway 300                              | Résultats                                 |
| 1993-2003                             | Non tenue                                 | Non tenue                                 | Non tenue                                 | Non tenue                                 | Non tenue                                 | Non tenue                                 | Non tenue                                 |
| American Le Mans Series               |                                           |                                           |                                           |                                           |                                           |                                           |                                           |
| 2004                                  | 5 juillet                                 | Jyrki Järvilehto Marco Werner             | ADT Champion Racing                       | Audi R8                                   | 2 h 45 min                                | New England Grand Prix                    | Résultats                                 |
| 2005                                  | 4 juillet                                 | Jyrki Järvilehto Marco Werner             | ADT Champion Racing                       | Audi R8                                   | 2 h 45 min                                | New England Grand Prix                    | Résultats                                 |
| 2006                                  | 1er juillet                               | Rinaldo Capello Allan McNish              | Audi Sport North America                  | Audi R8                                   | 2 h 45 min                                | New England Grand Prix                    | Résultats                                 |
| 2007                                  | 7 juillet                                 | Sascha Maassen Ryan Briscoe               | Penske Racing                             | Porsche RS Spyder                         | 2 h 45 min                                | Northeast Grand Prix                      | Résultats                                 |
| 2008                                  | 12 juillet                                | Scott Sharp David Brabham                 | Patrón Highcroft Racing                   | Acura ARX-01b                             | 2 h 45 min                                | Northeast Grand Prix                      | Résultats                                 |
| 2009                                  | 18 juillet                                | Gil de Ferran Simon Pagenaud              | de Ferran Motorsports                     | Acura ARX-02a                             | 2 h 45 min                                | Northeast Grand Prix                      | Résultats                                 |
| 2010                                  | 24 juillet                                | Greg Pickett Klaus Graf                   | Muscle Milk Team Cytosport                | Porsche RS Spyder Evo                     | 2 h 45 min                                | Northeast Grand Prix                      | Résultats                                 |
| 2011                                  | 9 juillet                                 | Chris Dyson Guy Smith                     | Dyson Racing Team                         | Lola B09/86                               | 2 h 45 min                                | Northeast Grand Prix                      | Résultats                                 |
| 2012                                  | 7 juillet                                 | Lucas Luhr Klaus Graf                     | Muscle Milk Pickett Racing                | HPD ARX-03a                               | 2 h 45 min                                | Northeast Grand Prix                      | Résultats                                 |
| 2013                                  | 6 juillet                                 | Lucas Luhr Klaus Graf                     | Muscle Milk Pickett Racing                | HPD ARX-03a                               | 2 h 45 min                                | Northeast Grand Prix                      | Résultats                                 |
| 2014                                  | Non tenue                                 | Non tenue                                 | Non tenue                                 | Non tenue                                 | Non tenue                                 | Non tenue                                 | Non tenue                                 |
| United SportsCar Championship         |                                           |                                           |                                           |                                           |                                           |                                           |                                           |
| 2015                                  | 25 juillet                                | Mike Guasch Tom Kimber-Smith              | PR1/Mathiasen Motorsports                 | Oreca FLM09                               | 2 h 40 min                                | Northeast Grand Prix                      | Résultats                                 |
| 2016                                  | 23 juillet                                | Alex Popow Renger van der Zande           | Starworks Motorsport                      | Oreca FLM09                               | 2 h 40 min                                | Northeast Grand Prix                      | Résultats                                 |
| 2017                                  | 22 juillet                                | Patrick Pilet Dirk Werner                 | Porsche GT Team                           | Porsche 911 RSR                           | 2 h 40 min                                | Northeast Grand Prix                      | Résultats                                 |
| 2018                                  | 21 juillet                                | Joey Hand Dirk Müller                     | Ford Chip Ganassi Racing                  | Ford GT                                   | 2 h 40 min                                | Northeast Grand Prix                      | Résultats                                 |
| 2019                                  | 20 juillet                                | Ryan Briscoe Richard Westbrook            | Ford Chip Ganassi Racing                  | Ford GT                                   | 2 h 40 min                                | Northeast Grand Prix                      | Résultats                                 |
| 2020                                  | Annulé pour cause de Pandémie de Covid-19 | Annulé pour cause de Pandémie de Covid-19 | Annulé pour cause de Pandémie de Covid-19 | Annulé pour cause de Pandémie de Covid-19 | Annulé pour cause de Pandémie de Covid-19 | Annulé pour cause de Pandémie de Covid-19 | Annulé pour cause de Pandémie de Covid-19 |
| 2021                                  | 17 juillet                                | Antonio García Jordan Taylor              | Corvette Racing                           | Chevrolet Corvette C8.R                   | 1 h 28 min                                | Northeast Grand Prix                      | Résultats                                 |
| 2022                                  | 16 juillet                                | Matt Campbell Mathieu Jaminet             | Pfaff Motorsports                         | Porsche 911 GT3 R                         | 2 h 40 min                                | Northeast Grand Prix                      | Résultats                                 |
| 2023                                  | 22 juillet                                | Ross Gunn Alex Riberas                    | Heart of Racing Team                      | Aston Martin Vantage AMR GT3              | 2 h 40 min                                | Northeast Grand Prix                      | Résultats                                 |